# Pennisetum glaucum
Pennisetum glaucum (перлове просо африканське як Pennisetum americanum (L.) Leeke) — вид рослин родини тонконогові.

## Будова
Трав'янистий однорічний злак заввишки від 0,5 до 4 метрів.

## Поширення та середовище існування
Зростає в Африці, Південній Азії (Індія, Пакистан).

## Практичне використання
В Африці рослину одомашнили десь між 2500 та 2000 роком до н. е. в зоні Сахелю. Потім культура вирощування поширилась на Індію, де її використовують для виготовлення хлібу бхакрі (англ. Bhakri). У США вирощують з 1850-х.
Важлива сільськогосподарська культура в посушливих районах через її стійкість до складних погодних умов.
Деякі сорти африканського проса вирощують як декоративні рослини через красу кольорових колосків.

## Галерея

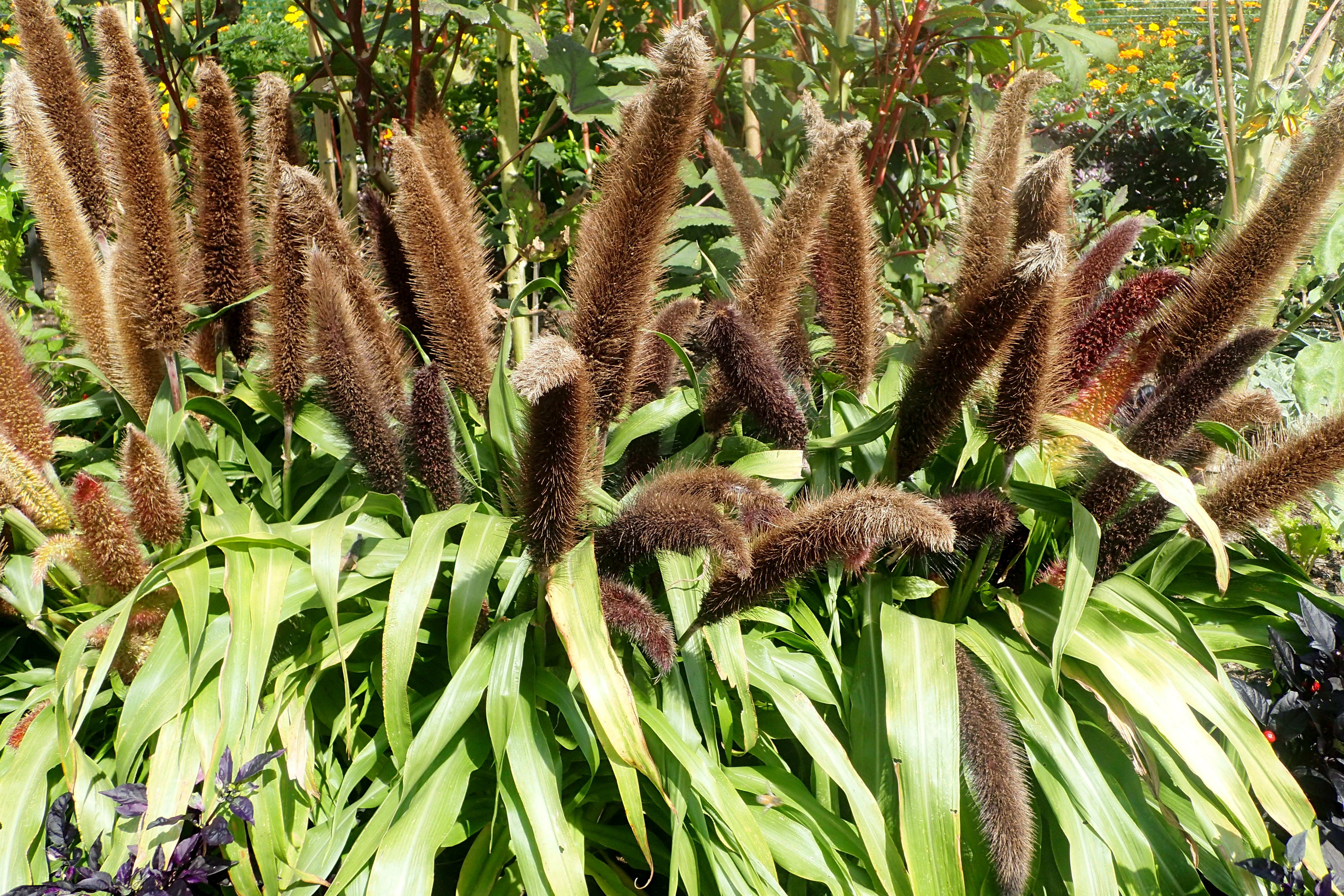
Декоративний сорт
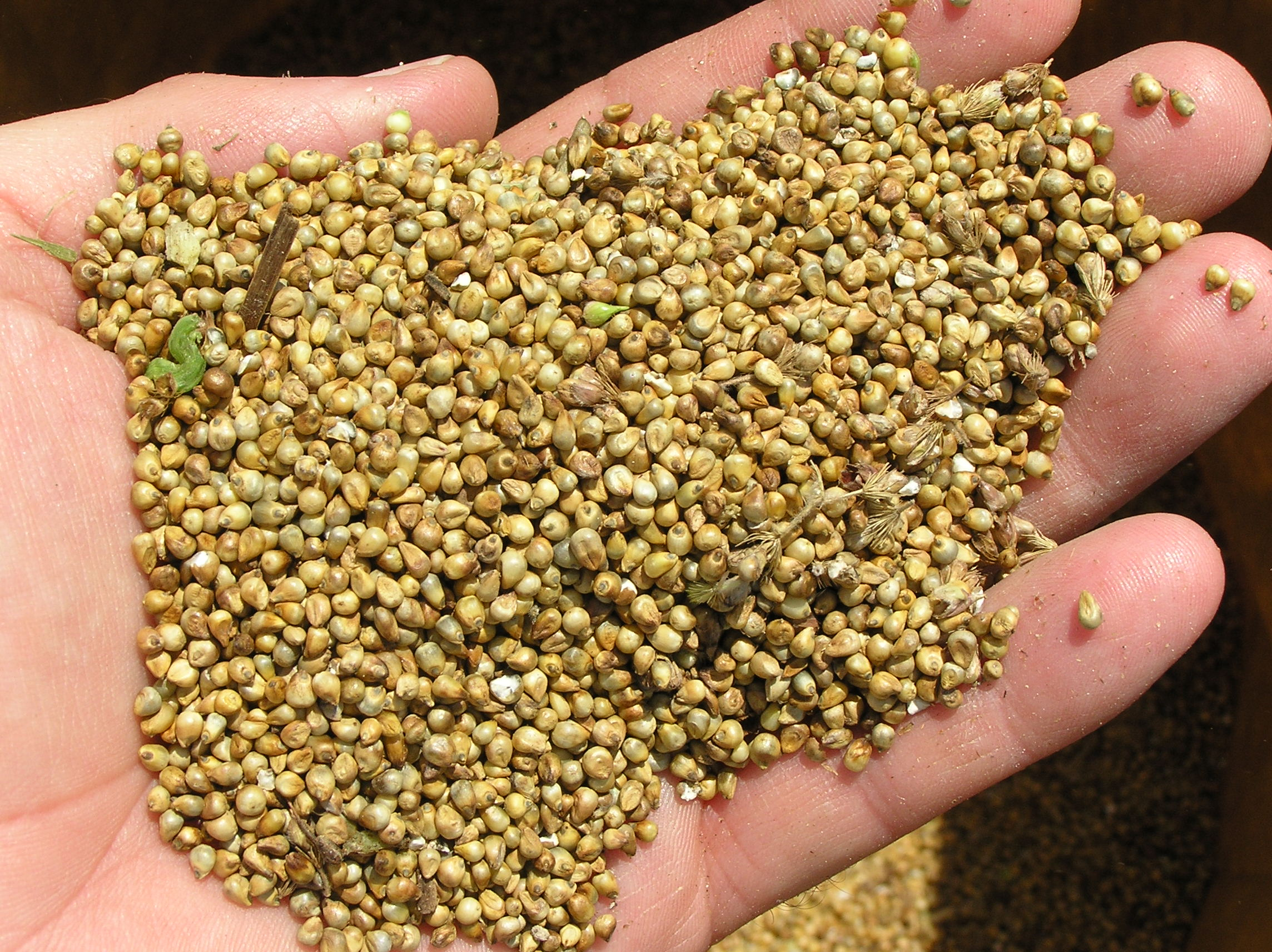
Насіння культурних сортів
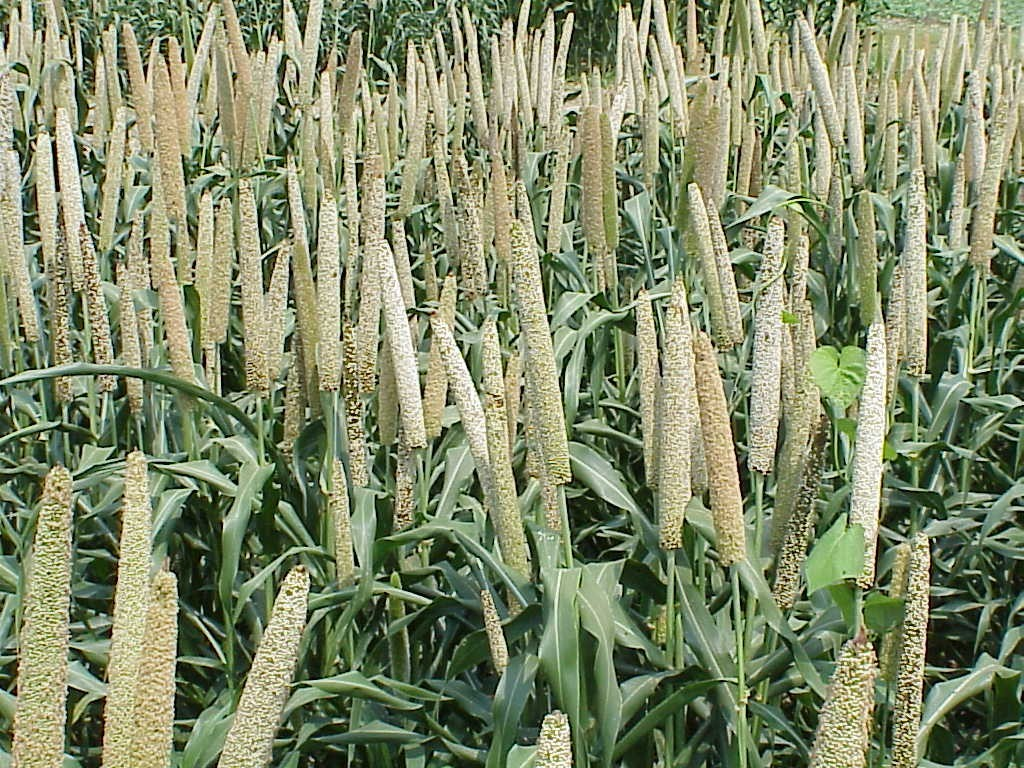
Культурний гібрид